# Park Narodowy Gueppí-Sekime
Park Narodowy Gueppí-Sekime (hiszp. Parque nacional Gueppí-Sekime) – park narodowy w Peru położony w regionie Loreto (prowincja Maynas). Został utworzony 25 października 2012 roku i zajmuje obszar 2036,29 km².

## Opis
Park znajduje się w Amazonii i graniczy od zachodu i północy z Ekwadorem. Otaczają go rzeki Lagartococha, Gueppí i Peneya. Obszar parku to mozaika niskich wzgórz i mokradeł. Całość pokrywa puszcza amazońska.
Średnie roczne opady w parku wynoszą 2800 mm. Średnia roczna temperatura to +24,7 °C.

## Flora
W parku odnotowano 627 gatunków flory należących do 465 rodzajów i 119 rodzin. Rośnie tu zagrożona wyginięciem (EN) Aspidosperma polyneuron, a także m.in.: Parahancornia fasciculata, Calophyllum brasiliense, puchowiec pięciopręcikowy, Myrciaria dubia, Mauritia flexuosa, euterpa warzywna.

## Fauna
W parku zarejestrowano 97 gatunków ssaków, 417 ptaków, 48 gadów, 45 płazów i 17 ryb. Ssaki to m.in.: zagrożone wyginięciem (EN) arirania amazońska i inia amazońska, a także narażone na wyginięcie (VU) zębolita olbrzymia, manat rzeczny i mrówkojad wielki.
Ptaki tu występujące to m.in.: mrówkowiec rdzawogrzbiety i czajka miedziana. Z gadów żyje tu m.in. narażony na wyginięcie (VU) Podocnemis unifilis.